# آلیاژسازی مکانیکی

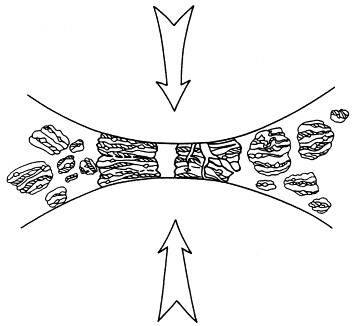

آلیاژسازی مکانیکی (به انگلیسی: Mechanical Alloying) روشی برای فرآوری آلیاژهای پودری است که امکان تهیه مواد همگن از مخلوط پودری عناصر سازنده را فراهم می‌کند. از این روش برای تولید نانوکامپوزیت‌ها با ذرات تقویت کنندهٔ نانومتری در شرایطی که با روش‌های معمول امکان خوشه‌ای شدن و به هم چسبیدن ذرات وجود دارد استفاده می‌شود.

## تاریخچه
جان بنیامین و همکاران ایشان در آزمایشگاه تحقیقاتی پل د. مریکای شرکت بین‌المللی نیکل این فرایند را در سال ۱۹۶۶ توسعه دادند. این تکنیک حاصل تحقیقات طولانی‌مدت برای تولید یک سوپرآلیاژ پایه نیکل برای کاربرد در توربین‌های گازی بود. فرایند آلیاژسازی مکانیکی در سال ۱۹۷۰ میلادی به منظور تولید سوپر آلیاژهای پایه نیکل و آهن، (به منظور کاربرد در صنایع هوافضا) با ایجاد توزیع فاز سرامیکی یکنواخت که ایجاد آن از طریق روش‌های دیگر امکان‌پذیر نبود، توسط بنجامین و همکارانش [۵۱] در آزمایشگاه شرکت بین‌المللی نیکل توسعه یافت. آنها دریافتند که با آسیاب کردن پودر نیکل و آلومینیم در یک محیط اکسیدان، پودرهای کامپوزیتی تولید می‌شود که در آنها توزیعی از ذرات اکسیدی در داخل ماتریس فلزی ایجاد شده‌است. این بدان معنا | بود که لایه‌های اکسیدی که در طول فرایند روی ذرات پودری ایجاد می‌شود، شکسته شده و در داخل ذرات پودری پخش می‌شوند، سپس در اثر فرایند جوش سرد بین ذرات به داخل این پودرها نفوذ می‌کنند. این محققان دریافتند که در هنگام فرایند آسیاب کردن تغییر شکل فوق‌العاده زیادی ایجاد می‌شود و وقتی که تغییر شکل فوق‌العاده زیاد و جوش سرد در هنگام آسیاب کردن اتفاق می‌افتد ماهیت آسیاب کردن کاملاً متفاوت می‌شود و این فرایند سبب تولید پودرهای جدیدی می‌شود که از پودرهای اولیه کاملاً متفاوت می‌باشد؛ در حالی که وقتی فرایند آسیاب کردن به صورت معمولی اتفاق می‌افتد این فرایند سبب تولید پودرهای جدیدی نمی‌شود و ساختار این پودرها تغییر چندانی نمی‌کند. بنجامین این نوع فرایند آسیاب کردن را فرایند آلیاژسازی مکانیکی نامید.
| سال  | توسعه روش                                                                             |
| ---- | ------------------------------------------------------------------------------------- |
| ۱۹۱۰ | ساخت تنگستن پوشیده با توریا (W(W-ThO2                                                 |
| ۱۹۵۰ | ساخت(SAP Al(Al-AL2O3                                                                  |
| ۱۹۶۰ | ساخت نیکل پوشیده شده با توریا(Ni(Ni-ThO2                                              |
| ۱۹۶۶ | اولین آزمایش‌های انجام شده برای تولید سوپر آلیاژهای پایه نیکل با روش آلیاژسازی مکانیکی |
| ۱۹۶۷ | اولین آزمایش آلیاژسازی مکانیکی بر روی آلومینیوم                                       |
| ۱۹۷۰ | اعلام موجودیت فرایند آلیاژسازی مکانیکی                                                |
| ۱۹۷۱ | ثبت اولین اختراع در زمینه آلیاژسازی مکانیکی                                           |
| ۱۹۷۲ | ثبت اولین اختراع در آلیاژسازی مکانیکی در مورد آلیاژهای منیزیوم                        |
| ۱۹۷۴ | شروع استفاده تجاری از NA754                                                           |
| ۱۹۷۵ | ساخت اولین واحد آزمایشگاهی آلیاژسازی مکانیکی آلومینیوم                                |
| ۱۹۷۶ | شروع استفاده تجاری از MA956 و آلیاژسازی مکانیکی آلیاژهای Al-Li                        |
| ۱۹۸۱ | آمورف سازی ترکیب‌های بین فلزی به روش آلیاژسازی و آسیاب‌کاری مکانیکی                     |
| ۱۹۸۲ | نامنظم کردن ترکیب‌های منظم                                                             |
| ۱۹۸۳ | آمورف سازی مخلوط پودرهای عنصری                                                        |
| ۱۹۸۷ | ساخت فازهای نانوبلور                                                                  |
| ۱۹۸۹ | ایجاد واکنش‌های جابجایی تحت آسیاب کاری و آلیاژسازی مکانیکی                             |
| ۱۹۸۹ | ساخت فازهای شبه‌کریستال و آلیاژسازی سامانه‌های غیر محلول                                |

## روش
در این فرایند، انرژی به صورت مکانیکی از طریق ضربه به پودرهای در تماس با یکدیگر وارد می‌شود. برخوردهای نامنظم منجر به تغییرشکل پلاستیک ذرات و اتصال آن‌ها توسط جوش‌سرد به یکدیگر می‌شود. این مکانیزم منجر به ایجاد ساختار لایه‌ای از عناصر اولیه می‌شود.

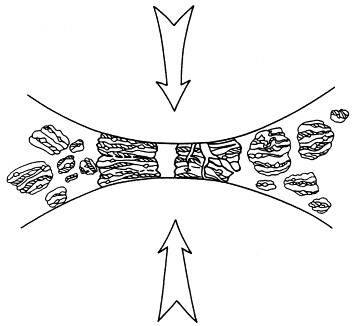
آسیاب انرژی بالا (پرانرژی)

با ادامهٔ فرایند، تغییر شکل پلاستیکِ بیش از حد، منجر به شکست ذرات می‌شود که با تکرار جوش سرد و شکست، ساختار لایه‌ای به یک ساختار همگن تبدیل می‌شود.

## مزایا
- کاهش اندازه دانه تا محدوده نانومتری
- افزایش حد حلالیت در حالت جامد
- توزیع مناسب ذرات فاز ثانویه
- سنتز فلزهای بلوری و شبه بلوری
- ایجاد فازهای جامد آمورف (شیشه‌ای)
- ایجاد واکنش‌های شیمیایی در دمای پاین
- قابلیت آلیاژسازی موای که آلیاژکردن آنها مشکل است

## کاربرد

### تولید مواد آمورف
درک این‌که چگونه فرایند آلیاژسازی مکانیکی سبب تولید فازهای آمورف می‌شود، نسبتاً ساده است. در تولید فاز آمورف مخلوطی از پودرهای A و B برای مدت زمان به آسیاب می‌شود که به تولید پودر کامپوزیتی AB، منجر می‌شود. با افزایش میزان آسیاب‌کردن اندازه حوزه فازها و مرز دانه‌ها تا حد نانومتری کاهش می‌یابد. در این هنگام حرکت اتم‌ها در مرزها و داخل حوزه فازها به دلیل افزایش نقص‌های ساختاری آن قدر افزایش می‌یابد که فازهایی در دمای محیط و در اثر حرارتی که در اثر برخورد اجسام متحرک داخل محفظه آسیاب ایجاد می‌شود، به وجود آید. اصل مهم این است که نیروی محرکه برای واکنش فازهای A و B نیز باید وجود داشته باشد. وقتی که A و B شروع به واکنش می‌کنند سه حالت ممکن است اتفاق افتد:
1. تولید فاز شیشه‌ای؛
2. محلولهای جامد AB و BA؛
3. ترکیب بین فلزی، AB. وقتی که سینتیک فرایند به صورتی است که محلول جامد AB یا BA ناپایدار بوده و، AوB به سختی می‌تواند جوانه بزند در این حالت فاز شیشه‌ای تولید می‌شود. با افزایش زمان آسیاب کردن مقدار فازهای آمورف به دلیل رشد حوزه فازهای شیشه‌ای یا جوانه‌زنی و رشد فازهای شیشه‌ای جدید، افزایش می‌یابد.

### ترکیبات بین فلزی
ترکیبات بین فلزی با وجود تمام مزایا دارای قابلیت تغییر شکل کم در دمای محیط و همچنین کم بودن چقرمگی شکست نیز می‌باشند که این معایب کاربردهای این مواد را محدود می‌کند. تلاش‌های زیادی به منظور حل این مشکل در سال‌های اخیر صورت گرفته‌است. فرایند آلیاژسازی مکانیکی می‌تواند برای تولید این مواد و بهینه‌سازی رفتار آن‌ها مورد استفاده گیرد. همان گونه که در تحلیل تولید فازهای شیشه‌ای در هنگام آلیاژسازی مکانیکی عنوان شد، تشکیل ترکیبات بین فلزی نیز در اثر افزایش قابلیت واکنش پودرهای عنصری با پودرهای کامپوزیتی دیگر است که در هنگام آسیاب‌کردن تولید می‌شوند. در این حالت با زیاد شدن قابلیت نفوذ، ترکیبات می‌توانند در دمای پایین جوانه زده و رشد کنند. در اینجا فرض بر این است که افزایش قابلیت نفوذ به دلیل زیاد شدن مرزدانه‌ها و عیب‌های ساختاری دیگر است. این‌که تنش‌های مکانیکی نقش اساسی در افزایش قابلیت نفوذ دارند یا نه، چندان مشخص نیست؛ اما روشن است که مرزها نقش مهمی در کاهش دمای واکنش دارند، با کاهش ضخامت لایه‌ها و افزایش مساحت مرزها واکنش آسان‌تر انجام می‌شود.

### سنتز پودرهای نانوبلور[۱]
مواد نانو ساختار، مواد تک‌فاز یا چندفازی است که اندازه بلورهای حداقل یکی از فازهای آنها در محدوده ۱۰۰–۱ نانو باشد. مواد نانوبلوری را با روش‌های متعددی می‌توان تولید کرد که شامل روش‌های فاز بخار (تقطیر گاز خنثی) روش‌های فاز مایع (رسوب الکتروشیمیایی یا انجماد سریع) و روش‌های فاز جامد (به‌طور مثال سایش مکانیکی) از جمله این روش‌ها هستند. مزیت روش آلیاژسازی مکانیکی برای سنتز مواد نانوبلوری در توانایی این روش برای تولید مقدار قابل توجه از این مواد با تجهیزات ساده در دمای اتاق و در حالت جامد است. به دلیل اندازه فوق‌العاده ریزدانه‌ها، درصد زیادی از اتم‌های این گونه مواد در مرزدانه‌ها قرار دارند؛ بنابراین این مواد دارای ترکیبی از ویژگی‌های فیزیکی، مکانیکی و مغناطیسی پیشرفته‌ای در مقایسه با مواد رایج (با اندازه دانه‌های بزرگ‌تر از ۱ میکرومتر) هستند. مواد نانوبلوری دارای استحکام و سختی زیاد، سرعت دیفوزیون بالا و زمان تفجوشی پایینی هستند.
وجود دانه‌های با اندازه نانومتری تقریباً در همه موادی که با روش آلیاژسازی مکانیکی تولید شده‌اند، گزارش شده‌است. این مواد شامل فلزات خالص، ترکیبات بین فلزی و مواد کامپوزیتی هستند؛ بنابراین این روشی فراگیر برای تولید مواد نانوبلور محسوب می‌شود. مکانیزم به وجود آمدن نانوبلورها در فرایند آلیاژسازی مکانیکی به این صورت است که در اثر تغییر شکل شدید پلاستیک که به ذرات پودر اعمال می شود نابه‌جایی‌های زیادی تولید شده؛ سپس این نابه‌جایی‌ها تبدیل به دانه‌های فرعی و در نهایت به دانه‌های نانومتری تبدیل می‌شوند.

### سنتز کامپوزیت‌های فلز-سرامیک و پودرهای نانو کامپوزیتی
از فرایند آلیاژسازی مکانیکی برای ساخت کامپوزیت‌های زمینه فلزی تقویت شده با ذرات سرامیکی نیز استفاده می‌شود. در این عملیات، پودرهای نرم (پودر فلزی) لایه‌ای شده و پودرهای ترد (پودر سرامیکی) شکسته می‌شود و بین لایه‌های پودر فلزی محبوس می‌شود. اگر زمان آسیاب بالا باشد می‌تواند باعث شود که اندازه پودرهای سرامیکی به محدوده نانومتری برسد؛ بنابراین پودری به دست می‌آید که در اطراف آن لایه‌ای از پودر نرم فلزی قرار گرفته و در داخل آن پودر ترد سرامیکی در ابعاد نانومتری وجود خواهد داشت و با فرایندهای بعدی مانند پرس، زینتر و اکستروژن می‌توان نمونه‌های نانو کامپوزیتی با توزیع فاز ترد نانومتری در یک زمینه فلزی نرم به دست آورد.

یکی از روش‌های جالب دیگری که برای تولید نانو کامپوزیت‌ها استفاده می‌شود، سنتز مکانیکی - شیمیایی است؛ مثلا برای به دست آوردن نانوکامپوزیت Cu- Al2O مخلوطی از پودر Al , Cu و CuO را در یک آسیاب با یکدیگر مخلوط می‌کنند. در اثر فرایند آسیاب کردن، بین Al و CuO واکنش شیمیایی اتفاق افتاده و Cu- Al2O تولید می‌شود.

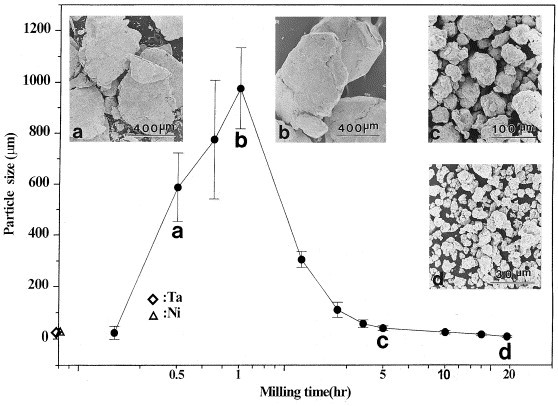
اثر زمان آسیاب کردن بر اندازه و مورفولوژی پودرها

### تولید نانو پودرها
پودرهایی که اندازه ذرات آنها کمتر از ۱۰۰ نانومتر باشد، نانوپودر نامیده می‌شوند. نانو پودرها کاربردهای عملی زیادی دارند. آسیاب کردن پرانرژی می‌تواند برای تولید نانو پودرها مورد استفاده قرار گیرد. دو روش برای تولید نانو پودر به روش آسیاب مکانیکی وجود دارد: 
الف) آسیاب نمودن پودرهای تک فاز و کنترل نمودن توازن بین نقطه شکستن و جوش سرد تا آنجا که ذرات کوچکتر از ۱۰۰ نانومتر نتوانند جوش سرد ایجاد کنند.
ب) تولید نانو پودر به روش فرایند شیمیایی-مکانیکی
در تحقیقی که در مورد تولید نانو کامپوزیت Al-SiC با روش آلیاژسازی مکانیکی در یک آسیاب پرانرژی صورت گرفته‌است، مشاهده شده‌است که تنها پس از گذشت سه ساعت از شروع عملیات آسیاب مکانیکی، اندازه ذرات کاربید سیلیسیم از ۴۰ میکرومتر به ۳۱۰ نانومتر می‌رسد؛ بنابراین بر اساس این نتایج امکان ریزشدن ذرات پودر تا محدوده نانومتری در هنگام آسیاب کردن وجود دارد.
گروه پروفسور کورمیک در دانشگاه وسترن استرالیا در استفاده از روش شیمیایی-مکانیکی به منظور تولید نانو پودرهای فلزی و سرامیکی بسیار موفق بوده‌اند. این فرایند را می‌توان به وسیله یک مثال در مورد تولید نانو پودر آهن توضیح داد. این فرایند با آسیاب نمودن مخلوطی از پودر FeCl و ذرات سدیم در یک آسیاب پرانرژی شروع می‌شود. آسیاب مکانیکی موجب انجام واکنش بین این دو پودر شده و در نهایت نانو ذرات Fe که با NaCl مخلوط شده‌اند، تولید می‌شود. سپس NaCl با آب استخراج شده و نانو پودر Fe باقی می‌ماند.

## یادداشت
1. ↑  John Benjamin
2. ↑  Paul D. Merica Research Laboratory
3. ↑  International Nickel Company (INCO)